# マトラ・MS84
マトラ・MS84 (Matra MS84) は、マトラが製作したフォーミュラ1カー。1969年のF1世界選手権に投入された。フォード・コスワース DFVエンジンを搭載する四輪駆動車。

## 開発
MS84はベルナール・ボイヤーの指揮の下、パリ南西部のヴェリジー＝ヴィラクブレーにあるマトラの拠点で開発が行われた。マトラによる完全な技術サポートと、エルフの資金バックアップを受けてケン・ティレルのマトラ・インターナショナルが運用した。
MS84は同じく1969年に運用されたMS80とよく似ているが、アルミモノコックの代わりに鋼管スペースフレームシャシーが使用され、四輪駆動の全く異なる車であった。エンジンは通常とは逆向きに取り付けられ、ギアボックスはドライバーの直接背後に位置した。サスペンションはトニー・ロルトのフォード・マスタングの物と良く似た物が搭載された。ファーガソン製トランスミッションやその他の装備は二輪駆動の姉妹車であるMS80よりもずっと重かった。（燃料無しで635kg）MS84はオランダグランプリでデビューし、ジャッキー・スチュワートが試したが、スチュワートはMS80を選択、シーズンの残りで使用した。
MS84はその後もスペアカーとして持ち込まれ、イギリスグランプリでジャン＝ピエール・ベルトワーズが初めて決勝に使用した。ここでベルトワーズは9位に入る。スチュワートがドライブする2輪駆動のマトラよりも6周遅れであった。（しかしながらジョン・マイルズがドライブする同じ四輪駆動車のロータス・63よりも3周先行していた。）MS84の2度目の決勝走行はカナダグランプリで、ジョニー・セルボ＝ギャバンが6位に入った。ここで、フロントディファレンシャルの故障により、MS84は「インボードフロントブレーキを備えた、重いMS80」となって走行した。アメリカグランプリではトップから16周遅れで非完走扱いとなった。MS84の最後のレースはメキシコグランプリで、トップから2周遅れの8位となった。

## F1における全成績
(key) （太字はポールポジション、斜体はファステストラップ）
| 年     | チーム                     | エンジン                       | タイヤ | ドライバー                     | 1   | 2   | 3   | 4   | 5   | 6   | 7   | 8   | 9   | 10  | 11  | ポイント | 順位 |
| ------ | -------------------------- | ------------------------------ | ------ | ------------------------------ | --- | --- | --- | --- | --- | --- | --- | --- | --- | --- | --- | -------- | ---- |
| 1969年 | マトラ・インターナショナル | フォード コスワース DFV 3.0 V8 | D      |                                | RSA | ESP | MON | NED | FRA | GBR | GER | ITA | CAN | USA | MEX | 661      | 1位  |
| 1969年 | マトラ・インターナショナル | フォード コスワース DFV 3.0 V8 | D      | ジャン＝ピエール・ベルトワーズ |     |     |     |     |     | 9   |     |     |     |     |     | 661      | 1位  |
| 1969年 | マトラ・インターナショナル | フォード コスワース DFV 3.0 V8 | D      | ジョニー・セルボ＝ギャバン     |     |     |     |     |     |     |     | DNA | 6   | NC  | 8   | 661      | 1位  |

^1 9ポイントはマトラ・MS10、57ポイントはマトラ・MS80が獲得した。

## 参照
- Matra : La Saga by Jose Rosinski - E.T.A.I. 2001
- Information about the MS84 at primotipo.com